# The Plot Against America (mini-série)
Pour les articles homonymes, voir The Plot Against America.
The Plot Against America, ou Le Complot contre l'Amérique au Québec, est une mini-série uchronique américaine en six épisodes de 55 minutes créée et écrite par Ed Burns et David Simon et diffusée entre le 16 mars et le 20 avril 2020 sur la chaîne HBO. Il s'agit de l'adaptation du roman homonyme de Philip Roth.
En France, elle a été diffusée pour la première fois le 17 mars 2020 sur OCS City, au Québec en avril 2020 (en VOSTFr) à Super Écran, et en Suisse en février 2021 (en version française) sur RTS 1.

## Synopsis
L'aviateur américain Charles Lindbergh, connu pour sa traversée de l'Atlantique, mais aussi pour ses sympathies nazies et son antisémitisme, remporte la course à la Maison-Blanche face à Franklin Roosevelt lors de l'élection présidentielle de 1940. La série décrit le quotidien d'une famille juive de Newark (New Jersey), touchée par des sentiments puis des politiques antisémites de plus en plus marquées, versant finalement dans la violence.

## Distribution
- Winona Ryder (VF : Claire Guyot) : Evelyn Finkel, sœur d'Elizabeth Levin
- Anthony Boyle (VF : Adrien Larmande) : Alvin Levin
- Zoe Kazan (VF : Élisabeth Ventura) : Elizabeth Levin
- Morgan Spector (VF : Mathias Kozlowski) : Herman Levin, mari d'Elizabeth et oncle d'Alvin
- Michael Kostroff (VF : Daniel Lafourcade) : Shepsie Tirchwell
- David Krumholtz : Monty Levin
- Caleb Malis : Sandy Levin, fils aîné d'Herman et Elizabeth
- Azhy Robertson (VF : Cécile Gatto) : Phillip Levin, fils d'Herman et Elizabeth
- Jacob Laval : Seldon Wishnow
- John Turturro (VF : Vincent Violette) : le rabbin Lionel Bengelsdorf
- Ben Cole (VF : Glen Hervé) : le président des États-Unis Charles Lindbergh
- Caroline Kaplan : la Première dame des États-Unis Anne Morrow Lindbergh
- Ed Moran : le secrétaire à l'Intérieur des États-Unis Henry Ford
- Billy Carter : l'animateur radio Walter Winchell
- Daniel O'Shea : le vice-président des États-Unis Burton Kendall Wheeler
- Orest Ludwig : le ministre des Affaires étrangères allemand Joachim von Ribbentrop

 Source et légende : version française (VF) sur RS Doublage et selon le carton du doublage français télévisuel.

## Production

### Développement
Le 8 novembre 2018, HBO annonce son achat d’une mini-série de six épisodes basée sur le roman Le Complot contre l'Amérique (The Plot Against America) de Philip Roth, écrite par Ed Burns et David Simon. Les sociétés de production impliquées dans la série sont Annapurna Pictures et Blown Deadline Productions,,.

### Distribution des rôles
En avril 2019, Winona Ryder, Zoe Kazan, Morgan Spector, John Turturro, Anthony Boyle, Azhy Robertson et Caleb Malis rejoignent la distribution de la série.

### Tournage
Le tournage a lieu en ville de Jersey City, notamment au Temple Beth-El (en) et dans le quartier de Greenville (en) en mai 2019. Il a également lieu à Newark et New York en juin de la même année,, ainsi qu'à Baltimore du 13 au 14 juin 2019, notamment sur le pont du SS John W. Brown, un bateau de la Seconde Guerre mondiale amarré au Canton Dock. Enfin, une partie du tournage est effectuée les 14 et 16 juin 2019 à Washington, (pour l'épisode 3 : National Mall, Washington Monument et Lincoln Memorial).
Une scène figure une soirée à la Maison-Blanche (épisode 4).

### Fiche technique
Sauf indication contraire, les informations mentionnées dans cette section peuvent être confirmées par la base de données cinématographiques IMDb,  présente dans la section « Liens externes ».
- Titre original : The Plot Against America
- Titre québécois : Le Complot contre l'Amérique
- Création : Ed Burns et David Simon
- Réalisation : Thomas Schlamme et Minkie Spiro
- Scénario : Ed Burns, Philip Roth, David Simon et Reena Rexrode
- Casting : Alexa L. Fogel
- Direction artistique : Jordan Jacobs, Randall Richards et Emma Mendelson
- Décors : Dina Goldman et Richard Hoover
- Costumes : Jeriana San Juan
- Production : Claire Shanley
- Photographie : Martin Ahlgren
- Montage : Joe Hobeck et Brian A. Kates

Production déléguée : Ed Burns, Megan Ellison, Susan Goldberg, Jeff Kirschenbaum, Nina Kostroff-Noble, Sue Naegle, Joe Roth et David Simon
- Sociétés de production : Annapurna Television, Blown Deadline Productions et RK Films
- Société de distribution : Home Box Office
- Pays d’origine :  États-Unis
- Langue originale : anglais
- Genre : drame
- Durée : 55 minutes
- Date de diffusion :
  - États-Unis : 16 mars 2020 sur HBO
  - France : 17 mars 2020 sur OCS City

## Épisodes

### Épisode 1
États-Unis, juin 1940. Herman Levin est agent d'assurances et vit dans un quartier juif de Newark, dans le New Jersey, avec son épouse Elizabeth, leurs fils Sandy et Philip, ainsi que son neveu Alvin, orphelin. Il est ulcéré par la rhétorique anti-guerre de l'aviateur populiste et héros Charles Lindbergh en raison de ses connotations antisémites, mais ne prend pas au sérieux la possibilité que ce dernier se présente à la course à la présidence.
Herman reçoit une promotion, mais cela l'amènerait à déménager dans le quartier d'Union où ils seraient probablement les seuls Juifs dans un quartier où des fêtes pro-allemandes sont faites au grand jour. Il décide finalement de décliner l'offre. Herman a obtenu pour Alvin un emploi dans une station service locale, mais Alvin est renvoyé à la suite d'une accusation de vol. Alvin nie le vol auprès de Sandy, expliquant qu'il a endossé le délit à la place d'un ami. Alvin quitte la maison à la suite d'une dispute avec Herman.
La sœur aînée de Bess, Evelyn, qui s'occupe de leur mère, entretient une relation avec un homme marié de New York. Elle finit par se rendre compte qu'il n'a aucune intention de divorcer pour elle, et choisit de le quitter. Evelyn et Bess rencontrent le rabbin Bengelsdorf, qui semble compréhensif envers le message anti-guerre de Lindbergh ; Evelyn est conquise. À la suite de son départ, Alvin est hébergé secrètement chez un ami dont le père tient une boutique de confiseries. Cet ami ayant été attaqué par des antisémites, Alvin sort de nuit avec deux acolytes aux abords d'un bar pro-allemand d'Union et ils tabassent deux clients ivres, les traitant de fascistes.

### Épisode 2
Novembre 1940. Sandy assiste avec enthousiasme à un meeting de Lindbergh, auquel assistent également Evelyn et le rabbin Bengelsdorf. Ces derniers entament une relation amoureuse, elle devient son assistante et Evelyn le présente à sa mère. Par l'entremise d'Herman, Alvin travaille comme chauffeur pour Abe Steinheim, un riche commissaire aux courses, mais rapidement Alvin le trouve grossier et corrompu, violent envers sa femme et ses enfants et escroquant ses sous-traitants. Afin d'augmenter les revenus de sa famille, Bess trouve un travail de vendeuse dans le rayon vêtements d'un magasin de la bourgeoisie, bien qu'elle se trouve bientôt en butte à des clientes supportrices de Lindbergh. Philip continue de suivre le comportement déviant de son ami Earl, qui vole de l'argent à ses parents et suit des étrangers dans la ville.
Prenant la parole lors d'un meeting de Lindbergh, Bengelsdorf lui affiche généreusement son soutien, sous le regard d'Evelyn. Écœuré par Bengelsdorf et la direction que prend son pays, Alvin démissionne de son emploi pour s'enrôler dans l'armée canadienne et partir se battre contre les Nazis. Lindbergh finit par remporter les élections et devient le 33e président des États-Unis.

### Épisode 3
Printemps 1941: depuis l'élection de Lindbergh, l'antisémitisme augmente et le cimetière juif de Newark est vandalisé à plusieurs reprises. Bess consulte un pédiatre, car Philip fait de fréquents cauchemars, ce qui arrive de plus en plus souvent chez les Juifs, selon le pédiatre. Bess demande à Herman de moins parler politique devant ses enfants, pour éviter de trop les inquiéter. En Grande-Bretagne, Alvin suit un entraînement militaire et entame une relation avec une jeune engagée anglaise.
Le rabbin Bengelsdorf collabore avec Lindbergh pour lancer un programme intitulé "Des gens parmi d'autres", permettant d'améliorer "l'assimilation" des Juifs au sein de la population américaine. Ce programme prévoit notamment d'envoyer de jeunes Juifs séjourner dans des familles rurales américaines, et Evelyn convainc Sandy de se porter volontaire pour aller dans une famille du Kentucky. Mais ses parents refusent catégoriquement, Herman estimant que le but de ce programme est de couper les enfants juifs de leurs familles. Alvin est choisi pour une mission d'espionnage consistant à dérober un radar allemand. Herman continue à regarder les annonces immobilières pour acheter une maison, mais Bess commence à penser, comme de plus en plus de Juifs autour d'eux, qu'ils devront peut-être se réfugier au Canada. Grâce à Alvin, qui s'est engagé dans l'armée britannique, la famille est placée sur une liste prioritaire. Mais Herman refuse ce projet, et souhaite rester aux États-Unis.
Lindbergh rencontre Hitler en Islande et signe avec lui un pacte de neutralité. Pendant les vacances scolaires, la famille Levin va visiter Washington, où ils sont confrontés à des réactions antisémites de la part de certaines personnes. Leur hôtel les congédie de manière abrupte, prétextant que la chambre a été louée à une autre famille. Bess et les enfants sont de plus en plus angoissés. Herman autorise finalement Sandy à se rendre dans le Kentucky, en disant que ce ne sera pas pire qu'à Washington, et qu'il pourra ainsi se faire sa propre opinion. Alvin perd sa jambe pendant sa mission d'espionnage.

### Épisode 4
La mère de Bess et Evelyn meurt. Sandy, qui a apprécié son expérience dans le Kentucky, apporte son aide pour promouvoir le programme "Des gens parmi d'autres". Herman rend visite à Alvin, hospitalisé au Canada, et profondément déprimé en raison de sa mutilation.  De plus en plus de Juifs américains se réfugient au Canada.
Monty, le frère d'Herman, juge la présidence de Lindbergh positivement, parce que l'économie va bien et que les États-Unis sont épargnés par la guerre. Alvin rentre aux États-Unis, et doit s'expliquer avec le FBI car la neutralité des États-Unis interdit la participation de citoyens américains aux combats. Après "Des gens parmi d'autres", un nouveau programme intitulé "Homestead 42" est lancé, visant à inciter les Juifs américains à aller s'installer dans les régions du centre du pays.
Lindbergh donne un dîner en l'honneur de Ribbentrop à la Maison Blanche. Il souhaite que des représentants de la communauté juive y participent, et Mme Lindbergh propose au rabbin Bengelsdorf et à Evelyn, sa fiancée, d'y assister. Evelyn obtient également une invitation pour Sandy, mais ses parents refusent catégoriquement que Sandy s'y rende, ce qui provoque une violente dispute entre Sandy et ses parents, puis entre Evelyn et Bess.
Lors de la réception à la Maison Blanche, Evelyn danse avec Joachim von Ribbentrop. Alvin est surveillé de près par le FBI, et Monty, qui lui avait fourni un emploi, est obligé de le licencier.

### Épisode 5
Printemps 1942 : dans le cadre du programme "Homestead 42", la famille Levin doit déménager pour aller s'installer dans la petite ville de Danville, dans le Kentucky. Bess et Herman pensent qu'il s'agit d'une vengeance d'Evelyn, en raison de leurs différends politiques, mais le rabbin Bengelsdorf explique à Bess que leur famille est désormais mal vue car ils ont accueilli Alvin à son retour du Canada. Un collègue, également juif, d'Herman est quant à lui muté à Missoula, Montana. Evelyn, pensant à tort que Seldon Wishnow, le jeune voisin des Levin, est le meilleur ami de Philip, fait également transférer Seldon et sa mère à Danville.
Herman et quelques-uns de ses collègues décident de contester leur mutation devant la justice, mais ils perdent en première instance, ce qui présage une longue procédure en appel. Shepsie Tirchwell, le projectionniste ami d'Herman, décide également d'émigrer au Canada avec sa famille.
Herman décide de quitter son travail pour ne pas avoir à aller dans le Kentucky et va désormais travailler sur le marché de fruits et légumes pour son frère Monty. Mme Wishnow et son fils Seldon partent s'installer à Danville. Walter Winchell, un animateur radio fortement opposé à Lindbergh, critique le programme "Homestead 42", estimant qu'il réduit les Juifs au statut de sous-citoyens. Le rabbin Benglesdorf publie une tribune cinglante dans la presse, Walter Winchell perd son poste et décide d'annoncer sa candidature à l'élection présidentielle.
Evelyn et le rabbin Bengelsdorf se marient, la famille Levin n'assiste pas au mariage. Les positions du rabbin, critiquées par une partie grandissante de la communauté, poussent de nombreux fidèles à quitter sa synagogue. Herman se rend, malgré l'inquiétude de Bess, à un meeting de Walter Winchell, mais des militants nazis y mettent fin en attaquant violemment le public, sous les yeux de la police qui n'intervient pas. Herman rentre du meeting avec de multiples blessures, et Bess, bouleversée, lui dit que s'il recommence, elle partira au Canada avec les enfants.

### Épisode 6
Septembre 1942 : les violences contre les juifs se multiplient dans les villes américaines, à Detroit, Cleveland et Indianapolis, des synagogues et des écoles juives sont incendiées. Les meetings de Walter Winchell finissent systématiquement dans la violence, et il est finalement assassiné.
Alvin est recruté par des agents britanniques et rejoint un groupe anti-fasciste qui cherche à tuer Lindbergh. Alvin doit utiliser ses connaissances en matière de radar pour localiser l'avion de Lindbergh. C'est alors que Lindbergh est porté disparu lors d'un vol, son vice-président prend les rênes et décrète la loi martiale et un couvre-feu. Le rabbin Bengelsdorf, accusé de comploter contre l'Etat et de manipuler Mme Lindbergh, est arrêté par le FBI.
Les violences se multiplient et tournent à la guerre civile. Inquiète, Bess téléphone aux Wishnow à Danville. Seldon est seul chez lui, sa mère n'est pas rentrée du travail, et au fil des appels téléphoniques successifs, il est de plus en plus affolé. Herman se rend sur place avec Sandy et apprend que Mme Wishnow a été tuée par le Ku Klux Klan. Ils ramènent Seldon avec eux, et croisent des barrages du Ku Klux Klan sur la route du retour. Evelyn craint d'être arrêtée elle aussi, elle téléphone à Bess pour lui demander son aide, mais celle-ci refuse.
Mme Lindbergh intervient à la radio, pour dire qu'elle a été retenue de force dans un hôpital militaire, demander la destitution du vice-président et appeler au retour au calme. Elle annonce une nouvelle élection présidentielle lors des élections de mi-mandat. Bengelsdorf est libéré, mais de nombreux fidèles ont déserté sa synagogue.
Alvin se fiance avec la fille de son patron, et vient rendre visite aux Levin, mais une violente dispute éclate entre lui et Herman, qui se termine en pugilat. Lors de l'élection présidentielle, il y a de nombreuses irrégularités. La série s'arrête sans que l'on connaisse les résultats.